# گودی‌دارواران
گودی‌دارواران (نام علمی: Pholadomyoida) نام یک راسته از رده دوکفه‌ای‌ها است.